# Rörbäcksnäs

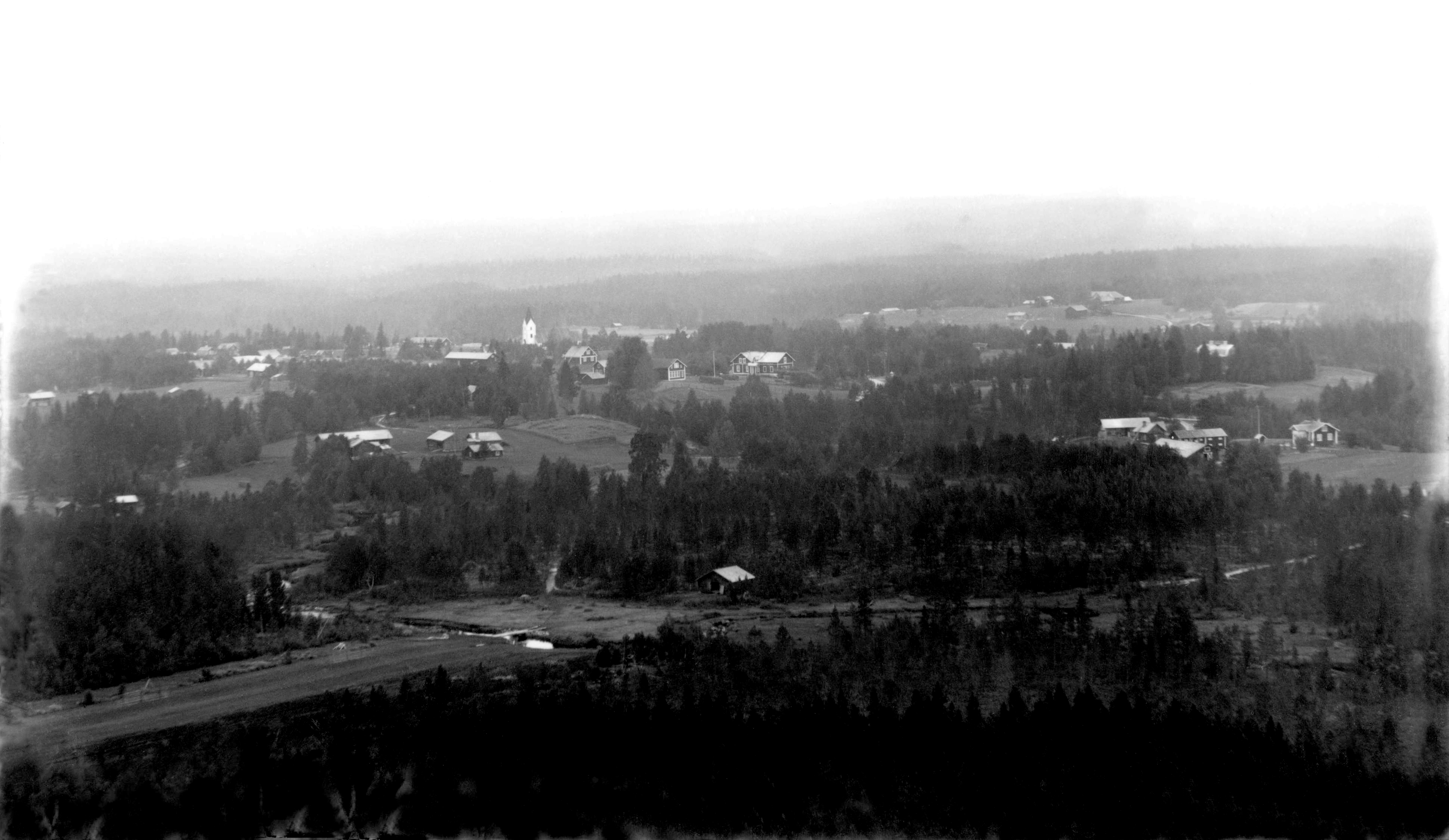
Äldre flygfoto över Rörbäcksnäs.

Rörbäcksnäs är en småort sydväst om Sälenfjällen i Lima socken i Malung-Sälens kommun, 5 kilometer från Gränsbo och gränsen till Norge.

## Historia
Rörbäcksnäs grundades 1765 med en bosättning på näset mellan Rörbäcken och Siktån. Den gård som de byggde där är nu Rörbäcksnäs hembygdsgård. De första inflyttarna kom från Hammarsbyn i Lima. 
År 1908 byggdes väg till Torgås och skogsbrukets behov av arbetskraft ledde till inflyttning. En kyrka byggdes och stod klar 1909. År 1912 byggdes även ett vattenkraftverk. Under andra världskriget förlades militär trupp i byn. År 1959 öppnades väg 1053 till Sälenfjällen som innebar ökad turism. 
Den 24 maj 1992 brann kyrkan i Rörbäcksnäs ner. En del av inventarierna kunde dock räddas, bland annat altaret från 1909 och kyrkbänkar. Dessa har återanvänts i den nybyggda kyrkan. Kyrkklockorna smälte delvis och står idag utanför kyrkan som ett minne.
År 2019 byggdes Sälen-Trysils flygplats, tre kilometer från Rörbäcksnäs, baserat på en liten privatflygplats som funnits där sedan 1972.

## Samhället
Här finns bland annat skola, förskola, kyrka och livsmedelsbutik. 
Fjällanläggningarna i Trysil ligger 40 km bort, och det är cirka 20 km till Sälenfjällen, vilket gjort att många satsat på att hyra ut stugor eller lägenheter i byn.
Byn har elljusspår och på vintern upplysta skidspår och snöskoterleder. Sommartid är mountainbike stort med flera olika leder för alla åldrar och svårighetsgrader. Gorrtjärn är byns badplats. Det finns även en husvagnscamping med servicehus.